# 上越市
上越市（日语：／ Jōetsu shi */?）是位於日本新潟縣西部的城市，為新潟縣第三大城市，也是上越地方的中心都市。目前是施行時特例市，東距新潟市有133公里，西距金澤市有192公里，南距長野市有63公里。上越市於1971年4月由高田市和直江津市兩市合併而成。2005年1月1日將周邊13町村併入，使得轄區範圍擴大4倍，超過佐渡島的總面積。市內下設28個方便地方治理、但不具備法人資格的「地域自治區」。

## 交通

### 道路
- 國道18號

## 外部連結
- 上越市官方網站（页面存档备份，存于） （日語）
- 上越觀光Navi（页面存档备份，存于）（上越市官方觀光資訊網站） （日語）